# Ouled Said L'Oued
Ouled Said L'Oued  (in arabo أولاد سعيد الواد‎?) è un centro abitato e comune rurale del Marocco situato nella provincia di Béni Mellal, regione di Béni Mellal-Khénifra. Conta una popolazione di 14 351 abitanti (censimento 2014).